# Raimo Seppänen
Raimo Seppänen, né le 21 octobre 1950 à Suomussalmi, est un biathlète finlandais.

## Biographie
Simo Halonen fait ses débuts internationaux aux Championnats du monde 1974, où il est 26e du sprint. Lors des Championnats du monde 1977, il gagne la médaille d'argent sur le relais avec Erkki Antila, Heikki Ikola et Simo Halonen. Aux Championnats du monde 1979, il est de nouveau médaillé d'argent en relais avec les mêmes coéquipiers et de plus se classe cinquième de l'individuel.
Il prend ensuite aux Jeux olympiques d'hiver de 1980, où il est notamment 32e de l'individuel. Un an plus tard, il fait ses adieux à la scène internationale.

## Palmarès

### Jeux olympiques d'hiver
| Épreuve / Édition   | Individuel | Sprint | Relais |
| ------------------- | ---------- | ------ | ------ |
| JO 1980 Lake Placid | 32e        | -      | 7e     |

### Championnats du monde
- Mondiaux 1977 à Vingrom :
  -  Médaille d'argent en relais.
- Mondiaux 1979 à Ruhpolding :
  -  Médaille d'argent en relais.